# میرجلال پاشایف
میرجلال پاشایف (به ترکی آذربایجانی:Mir Cəlal Paşayev) (زادهٔ ۱۲۸۷ خورشیدی/۱۹۰۸ میلادی در روستای اندبیل خلخال واقع در استان اردبیل، درگذشت ۱۹۷۸ در باکو) نویسنده و منتقد ادبی آذربایجانی بود.
او پدربزرگ مهربان علیوا بانوی اول جمهوری آذربایجان می‌باشد. جالب اینست که بستگان آنها هنوز هم در روستای اندبیل سکونت دارند
میرجلال پاشایف در سال ۱۹۳۵ از دانشکده زبان‌شناسی آذربایجان دانش‌آموخته شد و در سال ۱۹۴۷ دکترای زبان‌شناسی خود را دریافت نمود.
او به عنوان استاد ادبیات در دانشگاه دولتی باکو تدریس می‌نمود.
میرجلال پاشایف حدود ۹۰سال پیش در سن ۱۶سالگی به شهر باکو مهاجرت کرد و به مدت ۲۵سال رئیس دانشکده ادبیات باکو بود.
او در ۲۸ سپتامبر ۱۹۷۸ در باکو درگذشت.

## بازدید سفیر جمهور آذربایجان از زادگاه وی در اندبیل خلخال
در اردیبهشت ۱۳۸۹ سفیر  کشور آذربایجان در تهران به مدت سه روز از روستای اندبیل خلخال زادگاه وی بازدید و وعده ساخت یک باب مدرسه در آن روستا رو نمود.

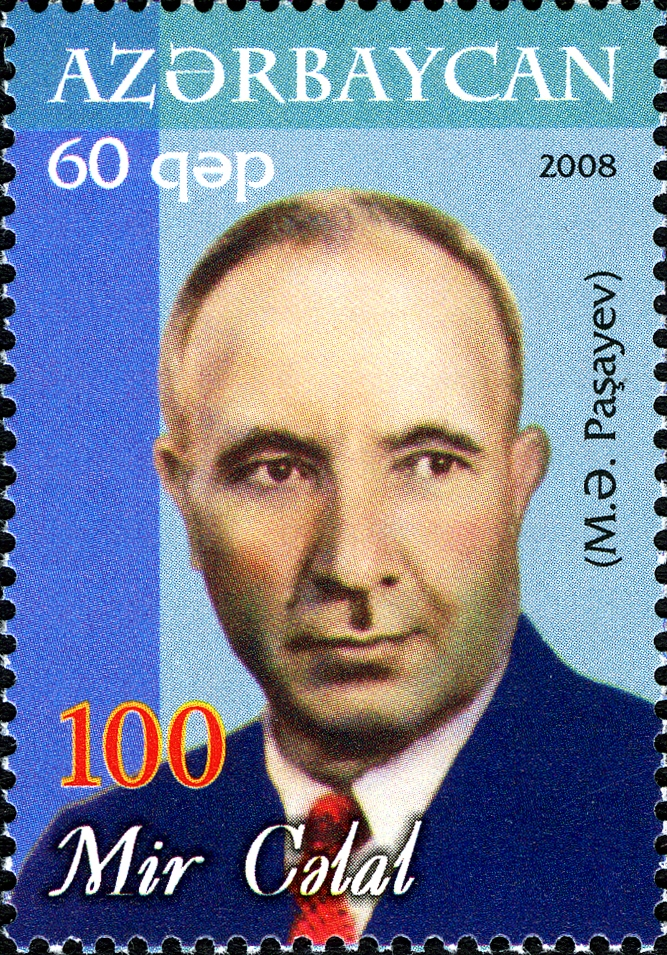
چاپ تمبر یادبود میر جلال پاشایف در آذربایجان

## بزرگداشت
مراسم بزرگداشت صدمین سالروز تولد میرجلال پاشایف روز ۱۰ نوامبر در مقر سازمان یونسکو برگزار گردید.
مهربان علیوا همسر رئیس‌جمهور آذربایجان، و رئیس بنیاد حیدر علی‌اف و سفیر حسن نیت سازمان‌های یونسکو و ایسسکو در این مراسم سخنرانی کرد.

## آثار
میرجلال پاشایف صدها داستان کوتاه نوشته و بیش از ۷۰ کتاب چاپ کرده‌است. او همچنین در نگارش مجموعهٔ سه جلدی تاریخ ادبیات آذربایجان (۱۹۵۷–۱۹۶۰) همکاری داشته‌است. برخی از آثار مشهور او عبارتند از:
- Dirilan Adam - ۱۹۳۶
- Bir Ganjin Manifesti - ۱۹۳۸
- Yolumuz Hayanadir - ۱۹۵۷
- Yashidlar - 1984